# خورخي نوفاك
خورخي نوفاك (بالإسبانية: Jorge Novak)‏ هو قسيس أرجنتيني، ولد في 4 مارس 1928 في El Baúl ‏ في فنزويلا، وتوفي في 9 يوليو 2001 في بوينس آيرس في الأرجنتين بسبب سرطان المعدة.